# Dasyatis garouaensis
 Dasyatis garouaensis és una espècie de peix de la família dels dasiàtids i de l'ordre dels myliobatiformes.

## Morfologia
- Els mascles poden assolir 40 cm de longitud total.
- Nombre de vèrtebres: 127-130.[4][5]

## Reproducció
És ovovivípar.

## Hàbitat
És un peix d'aigua dolça, de clima tropical i demersal.

## Distribució geogràfica
Es troba a l'oceà Atlàntic: el Camerun i Nigèria.

## Observacions
És inofensiu per als humans.